# Argna biplicata
Argna biplicata, auch Schlanke Säulenschnecke genannt, ist eine auf dem Land lebende Lungenschnecke aus der Familie der Argnidae.

## Merkmale
Das Gehäuse ist 4 bis 4,5 mm hoch und 1,5 bis 1,7 mm breit bzw. dick. Es ist lang-zylinderförmig mit 8 bis 9 schwach gewölbten, langsam zunehmenden Umgängen. Es verjüngt sich zum abgestumpften Apex hin kaum. Der Nabel ist sehr eng. Die Mündung ist relativ klein und in Windungsachse linsenförmig. Der Mündungsrand ist breit umgeschlagen und scharfkantig, manchmal auch etwas verdickt. In die Mündung ragen vier Hauptzähne hinein: ein Columellar- und ein Paritalzahn sowie zwei ungleich lange, nach innen konvergierende Palatalzähne. Das Gehäuse ist blassgelb gefärbt, außen glänzend und durchscheinend. Es ist nahezu glatt und weist lediglich eine sehr feine Anwachsstreifung auf.

## Geographisches Vorkommen, Lebensraum und Lebensweise
Die Art kommt sehr lokal in den Alpes-Maritimes (Frankreich), Nordspanien (Valencia), Ligurien (Italien), im Nordapennin, sowie in den italienischen und österreichischen Südalpen vor. Ein kleines Vorkommen bei Salzburg ist das einzige Vorkommen nördlich des Alpenhauptkammes. Weitere isolierte Vorkommen gibt es in Apulien (Prov. Cosenza) und in der Basilicata (Prov. Potenza). Die Unterart Argna biplicata ulterior Klemm, 1962 kommt in Griechenland vor.
Argna biplicata bevorzugt feuchte und geschützte Habitate, wie im Bodenmulm, unter Laubstreu und Moos, sowie an Holz in Felsspalten und unter Felsgeröll. Die Art lebt also sehr versteckt und ist nur sehr schwer lebend zu finden. Sie kommt zwischen 500 und 1500 m über NN vor. Aufgrund der sehr versteckten Lebensweise ist sehr wenig über die Biologie der Art bekannt.

## Systematik
Die Typlokalität für die Art liegt in Südfrankreich. Die Populationen in Südtirol, Kärnten, der Steiermark und in Salzburg werden dagegen als Argna biplicata excessiva (Gredler, 1856) unterschieden. Eine weitere Unterart ist Argna biplicata ulterior Klemm, 1962 in Griechenland.

## Gefährdung und Schutz
Die Art steht auf der Roten Liste der Weichtiere Kärntens. Sie wird dort in der Kategorie R geführt, d. h., es handelt sich um eine seltene Art.

### Online
- AnimalBase - Argna biplicata
- Argna biplicata in der Roten Liste gefährdeter Arten der IUCN 2013.2. Eingestellt von: G. Falkner, M. Falkner, T. von Proschwitz, 2010. Abgerufen am 16. Februar  2014.